# Wilhelm-Riefstahl-Platz 1 (Neustrelitz)

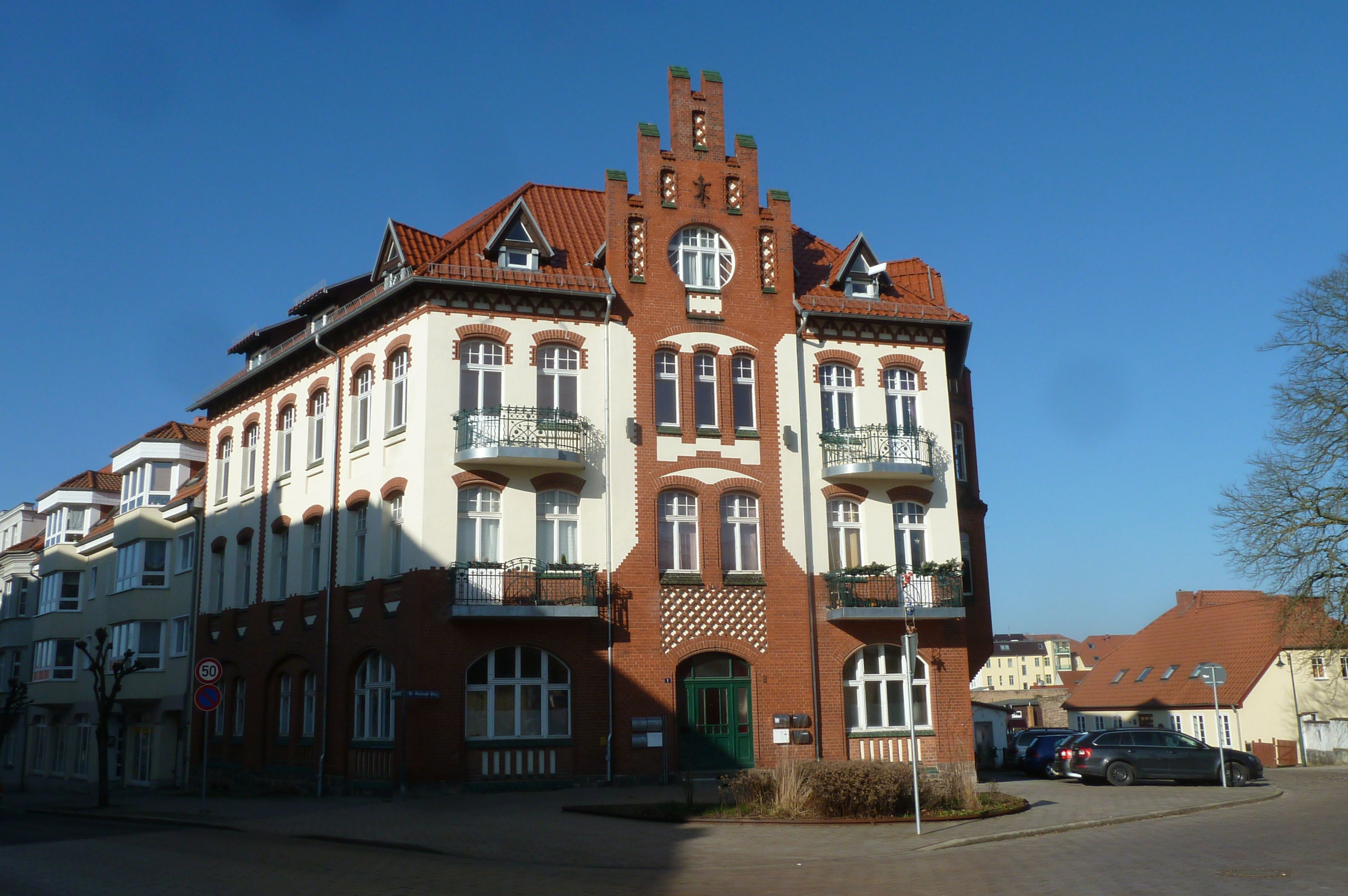

Das Wohnhaus Wilhelm-Riefstahl-Platz 1 in Neustrelitz (Mecklenburg-Vorpommern) wurde am Anfang des 20. Jahrhunderts erbaut.
Das Gebäude steht unter Denkmalschutz.

## Geschichte
Die Residenzstadt Neustrelitz mit 20.151 Einwohnern (2020) wurde erstmals 1732 erwähnt.
Das dreigeschossige verputzte historisierende Eckgebäude in L-Form mit dem dominanten viergeschossigen verklinkerten Giebelrisalit mit einem Treppengiebel und dem verklinkerten Erdgeschoss sowie einem breiten Kraggesims wurde um 1904 erbaut. Das Haus wurde um 2011/14 im Rahmen der Städtebauförderung saniert.
Der Platz wurde nach dem in Neustrelitz geborenen Landschaftsmaler und Direktor der Karlsruher Kunstschule Wilhelm Riefstahl (1827–1888) benannt.